# 蓝斑蜥蜴
蓝斑蜥蜴（學名：Timon lepidus），又名珠宝蜥，主要分布在意大利西北部，法国南部，西班牙及葡萄牙。一般成体體長可達0.3至0.6米，最長可達将近1米，當中至少3分2的體長來自尾巴。